# بقایای قلعه پوئینک
بقایای قلعه پوئینک آثار به به جامانده یک قلعه تاریخی متعلق به ساسانی تا ایلخانی است که به شکل یک تپه در نزدیکی روستای پوئینک در شهرستان قرچک قرار دارد. این تپه باستانی به شماره ۱۵۷۷۳ در فهرست آثار ملی ایران به ثبت رسیده‌است.
این تپه تاریخی به علت قرار گرفتن در مسیر یک جاده کمربندی، در معرض تخریب است.
این تپه باستانی به شماره ۱۵۷۷۳ در فهرست آثار ملی ایران به ثبت رسیده‌است.
تپه باستانی پوئینک که در سال 85 ثبت ملی گردید دارای دیرینه‌ای مربوط به دوره ساسانی تا ایلخانی می‌باشد. قدمت لایه‌های زیرین این تپه باستانی از عصر آهن شروع می‌شود و تا دوره قاجاریه ادامه پیدا می‌کند، هسته مرکزی تپه نیز مربوط به دوره سلجوقی است و با توجه به اینکه این اثر ثبت ملی شده است، هر گونه تعرض به این مجموعه ممنوع می‌باشد. در جریان احداث کمربندی در سال 98 بخش جنوبی این تپه باستانی به صورت شبانه تخریب شد. احمدی مدیرکل دفتر حفظ و احیای بناها و محوطه‌های تاریخی وزارت میراث فرهنگی در بازدید از این محوطه تاریخی دخل و تصرف در ضلع جنوبی این اثر را تایید کرد و ابراز داشت با استفاده از بیل مکانیکی به بنا آسیب وارد شده است و رد چرخ‌ها و فعالیت بیل مکانیکی در محل مشهود است.